# Pečenezi
Pečenezi (lat.: Pacinaca(e), tur.: Peçenek(ler) srednjetur.: بَجَنَكْ  [Bäčänäk]) bili su polunomadski narod iz Središnje Azije čija izvorna domovina nije poznata, ali u 8. i 9. stoljeću naseljeni su između Volge i Urala. Govorili su pečeneškim jezikom, koji je pripadao oguskoj grani turkijske jezične porodice. Hazari i Kumani ih oko 889. tjeraju na zapad, na što su potaknuli i Mađare te se naseljavaju u južnoj Ukrajini duž obala Dnjepra. S Pečenezima ratuje Kijevska Rus', 968. opsjedaju Kijev, a 972. ubili su i kneza Svjatoslava I.. Godine 1036. porazio ih je Jaroslav što ih je potaknulo na seobu u smjeru donjeg Dunava. Ovdje ih opet (1064.) napadaju Kumani, dio njih istrijebe, a dio asimiliraju. Pojavljuju se 1091. u povijesnim zapisima nakon napada na Konstantinopol kada im bizantski car Aleksije I. Komnen nanosi težak poraz. Kasnije čine važnu zajednicu među Mađarima gdje su i izgubili identitet.

## Etnonim
Pečenezi se u srednjovjekovnim arapskim i perzijskim tekstovima spominju kao Bjnak, Bjanak ili Bajanak, u klasičnim tibetanskim dokumentima kao kao Be-ča-nag, a u djelima napisanim na gruzijskome kao Pačanak-i. Ana Komnena i drugi bizantski autori nazivali su ih Patzinakoi ili Patzinakitai. U srednjovjekovnim latinskim tekstovima Pečenezi su se nazivali Pizenaci, Bisseni ili Bessi. Istočnoslavenski narodi koriste izraze "Pečenegi" ili "Pečenezi" (množina od "Pečeneg"), dok ih Poljaci spominju kao Pieczyngowie ili Piecinigi. Mađarski izraz za Pečenega jest besenyő; rumunjski izraz je Pecenegi.
Prema Maxu Vasmeru i nekim drugim istraživačima, taj je etnonim možda izveden iz staroturkijske riječi za "šogora" (baja, baja-naq ili bajinaq; kirgiški: baja, turkmenski: baja, turski: baja i bacanak), što bi impliciralo da se termin u početku odnosio na "klan ili pleme povezano tazbinom".
U djelu Dīwān Lughāt al-Turk Mahmuda al-Kašgarija iz 11. stoljeća, Pečenezi su opisani kao "turkijski narod koji živi oko zemlje Rum", gdje je Rum turkijska riječ za Istočno Rimsko Carstvo ili Anatoliju i "ogranak Oguza Turkijaca"; potom je za Oguze napisao da ih čine 22 ogranka, od kojih su Pečenezi bili devetnaesti.
Pečenege kao jedno od 24 drevna plemena Oguza spominje Rašid-al-Din, državnik i povjesničar Ihanidskog Irana iz 14. stoljeća, u svom djelu Jāmiʿ al-Tawārīkh ("Zbirka ljetopisa"), gdje je taj etnonim objašnjen kao "onaj koji pokazuje revnost". Abu al-Ghazi Bahadur, kan Hivanskog Kanata, spominje Pečenege kao bechene među 24 drevna plemena Turkmena (ili Oguza) u svojoj knjizi Shajara-i Tarākima (Rodoslov Turkmena) i daje njegovo značenje kao "onaj koji pravi".
Tri od osam pečeneških "provincija" ili klanova bili su zajedno poznati kao Kangari.  Prema Konstantinu VII. Porfirogenetu, Kangari su primili ovu denominaciju jer su "hrabriji i plemenitiji od ostatka" naroda "i to je ono što naslov Kangar označava". Pošto nije poznata nijedna turkijska riječ sa sličnim značenjem, Ármin Vámbéry povezao je ovaj etnonim s kirgiškim riječima kangir ("okretan"), kangirmak ("izaći na jahanje") i kani-kara ("crnokrvan"), dok ga je Carlile Aylmer Macartney povezao s čagatajskom riječi gang ("kočija"). Omeljan Pritsak sugerirao je da je taj naziv u početku bio složeni pojam (Kängär As), koji je izveden od toharske riječi za "kamen" (kank) i iranskog etnonima As. Ako je ova pretpostavka valjana, etnonim Kangara sugerira da su iranski elementi doprinijeli formiranju naroda Pečenega.

## Jezik
Mahmud al-Kašgari, pisac 11. stoljeća specijaliziran za turkijske dijalekte, tvrdio je da je jezik kojim su govorili Pečenezi inačica kumanskoga i oguskog idioma. Sugerirao je da su strani utjecaji na Pečenege doveli do fonetskih razlika između njihovog jezika i idioma kojim su govorili drugi turkijski narodi. Slično tome, navodi se da je Ana Komnena izjavila da su Pečenezi i Kumanci dijelili zajednički jezik. Iako je sam pečeneški jezik izumro prije mnogo stoljeća, imena pečeneških "provincija" koje je zabilježio Konstantin Porfirogenet dokazuju da su Pečenezi govorili nekim turkijskim jezikom. Smatra se da je pečeneški pripadao oguskoj grani turkijskih jezika, ali jezik Pečenega slabo je dokumentiran i stoga ga je teško dalje klasificirati.

## Sastav
Bizantski car Konstantin VII. Porfirogenet nabraja osam plemenskih grupa Pečenega, po četiri sa svake strane rijeke Dnjepra, što odražava bipartitnu lijevo-desnu turkijsku organizaciju. Ovih je osam plemena sa svoje strane bilo podijeljeno u 40 potplemena, vjerojatno klanova. Konstantin VII. također bilježi imena osam bivših plemenskih vođa koji su vodili Pečenege kad su ih Hazari i Oguzi protjerali. Golden, slijedeći Németha i Ligetija, sugerira da se svako plemensko ime sastoji od dva dijela: prvi dio je boja konjske dlake, a drugi je plemenski naslov vladara.
Plemena Erdim, Čur i Yula formirali su Kangar (grčki: Καγγαρ) i smatrani su "hrabrijima i plemenitijima od ostalih".
| Transkripcija imena plemena | Rekonstruirano ime plemena             | Značenje                                             | Lokacija              | Transkripcija imena vođe | Rekonstruirano ime vođe                                                    |
| --------------------------- | -------------------------------------- | ---------------------------------------------------- | --------------------- | ------------------------ | -------------------------------------------------------------------------- |
| Ιαβδι-ερτί(μ)               | *Yavdı ili "Yawdı" - Erdim ili "Erdem" | Pleme Erdema ("hrabrost, vrlina") sa sjajnim konjima | Zapadna obala Dnjepra | Βαϊτζαν                  | *Bay-ča ("bogat")                                                          |
| Κουαρτζι-τζούρ              | *Küerči{ od küverči < küğerči-Čur      | Pleme Čura s plavičastim konjima                     | Istočna obala Dnjepra | Κούελ                    | *Küğel ("svjetlozelen")                                                    |
| Χαβουξιν-γυλά               | *Qabuqšın-Yula                         | Pleme Yula s konjima boje kore                       | Zapadna obala Dnjepra | Κουρκοῡται               | *Qorqutai (od qorqut- "plašiti")                                           |
| Συρου-κουλπέη               | *Suru-Kül-Bey                          | Pleme Kül-Beya sa svikastim konjima                  | Istočna obala Dnjepra | Ιπαόν                    | *Ipa / *Iba (?) (cf. mađ. Ipoch)                                           |
| Χαρα-βοη                    | *Qara-Bay                              | Pleme Bega s crnim konjima                           | Zapadna obala Dnjepra | Καϊδούμ                  | *Qaydum (od qayt- < qayıt- < qaðıt- "okrenuti se"; cf. mađ. Kajdan)        |
| Βορο-ταλμάτ                 | *Boru-Tolmač                           | Pleme Tolmača sa sivkastim konjima                   | Istočna obala Dnjepra | Κώσταν                   | *Qosta (cf. hakaski qosta "magična strijela usmjerena na neprijatelja"(?)) |
| Γιαζι-χοπὸν                 | *Yazı-Qap(ğ)an                         | Pleme Qap(ğ)an s tamnosmeđim konjima                 | Zapadna obala Dnjepra | Γιαζή                    | *Yazı (od Yazığ, metateza od Yağız)                                        |
| Βουλα-τζοπόν                | *Bula-Čopan (ili "Čaban")              | Pleme Čopana sa šarenim konjima                      | Istočna obala Dnjepra | Βατᾱν                    | *Bata / *Bota ("mala deva")                                                |

## Povijest

### Podrijetlo i teritorij
Prema Omeljanu Pritsaku, Pečenezi su potomci drevnih Kangara koji potječu iz Taškenta. Natpisi iz Orhona navode Kangare među narodima koje je obuhvaćao Istočnoturkijski kaganat. Pritsak tvrdi da se domovina Pečenega nalazila između Aralskog mora i srednjeg toka Sir-Darje, duž važnih trgovačkih putova koji su povezivali Srednju Aziju s Istočnom Europom, i s njima povezuje Kangare.
Prema Konstantinu Porfirogenetu, koji je pisao oko 950. godine, Patzinakia, oblast Pečenega, protezala se na zapad sve do rijeke Sireta (ili čak do Istočnih Karpata), i bila je udaljena četiri dana od "Tourkiasa" (tj. Mađarske):
Paul Pelliot iznio je prijedlog da je Knjiga Suija – kinesko djelo iz 7. stoljeća – sačuvala najraniji zapis o Pečenezima. U knjizi se spominje narod po imenu Bĕirù (北褥; LMC: *puǝ̌k-rjwk < srednjekineski: *pǝk-ŋuawk), koji se smjestio u blizini naroda Ēnqū (恩屈; LMC: *ʔən-kʰyt < EMC: *ʔən-kʰut < *On[o]gur) i *Alan (阿蘭; MC: *ʔa-lan), identificiranih kao Onoguri i Alani, istočno od zemlje Fulin (拂菻), tj. Istočnoga Rimskog Carstva. Victor Spinei naglašava da je povezanost Pečenega s narodom Bĕirù "neizvjesna". On sugerira da izvještaj ujgurskog izaslanika iz 8. stoljeća, koji je sačuvan u tibetanskom prijevodu, sadrži prvi izvjestan spomen Pečenega. Taj je izvještaj zabilježio oružani sukob između naroda Be-ča-nag i naroda Hor (Ujgura ili Turaka Oguza) u području rijeke Sir-Darje.
Ibn Hordadbeh (oko 820. – 912.), Mahmud al-Kašgari (11. stoljeće), Muhamed al-Idrisi (1100. – 1165.) i mnogi drugi muslimanski učenjaci slažu se da su Pečenezi pripadali turkijskim narodima. Ruska kronika Povijest minulih godina navodi da su "Turkmeni, Pečenezi, Torki i Kumani" potjecali od "bezbožnih sinova Jišmaela, koji su bili poslani kao kazna kršćanima".

### Seoba na zapad
Turkijski kaganat propao je 744. godine, što je dovelo do niza međuplemenskih sukoba u euroazijskim stepama. Karluci su napali Turke Oguze prisiljavajući ih da krenu u seobu na zapad, prema zemljama Pečenega. Izvještaj ujgurskog izaslanika svjedoči da su Oguzi i Pečenezi ratovali jedni protiv drugih već u 8. stoljeću, najvjerojatnije zbog kontrole nad trgovačkim putovima. Oguzi su sklopili savez s Karlucima i Kimacima i pobijedili Pečenege i njihove saveznike u bitci kod Aralskoga jezera prije 850. godine, prema Al-Masudiju, učenjaku iz 10. stoljeća. Većina Pečenega pokrenula je novu seobu prema rijeci Volgi, ali neke su skupine bile prisiljene pridružiti se Oguzima. Ovi su drugi u 11. stoljeću postali 19. pleme oguskoga plemenskog saveza.
Pečenezi koji su napustili domovinu naselili su se između rijeka Urala i Volge. Prema Gardiziju i drugim muslimanskim učenjacima koji su svoja djela temeljili na izvorima iz 9. stoljeća, novo područje Pečenega bilo je prilično veliko, s dužinom od 30 dana hoda, a graničili su s Kumanima, Hazarima, Turcima Oguzima i Slavenima.
Isti izvori navode i to da su Pečenezi redovito napadali svoje susjede, posebice Hazare i njihove vazale, Burtase, te da su svoje zarobljenike prodavali. Hazari su sklopili savez s Oguzima protiv Pečenega i napali su ih iz dva smjera. Pretrpjevši poraz, Pečenezi su bili prisiljeni ponovo se seliti prema zapadu. Prošli su Hazarskim kaganatom, napali staništa Mađara i protjerali ih iz zemalja uz rijeku Kuban i gornji tok rijeke Donjeca. Ne postoji suglasnost oko datuma za ovu drugu seobu Pečenega: Pritsak tvrdi da je do nje došlo oko 830. godine, ali Kristó sugerira da se ona teško mogla odigrati prije 850-ih godina.
Pečenezi su se naselili uz rijeke Donjec i Kuban. Moguće je da iz ovog razdoblja potječe razlika između "turijskih Pečenega" i "hazarskih Pečenega", koja se spominje u spisu Hudud al-'alam iz 10. stoljeća. Naime, Hudud al-'Alam – perzijska geografija s kraja 10. stoljeća – razlikuje dvije pečeneške skupine, nazivajući one koji su živjeli duž Donjeca "turkijskim Pečenezima", a one uz Kuban "hazarskim Pečenezima". Spinei sugerira da se potonji naziv najvjerojatnije odnosi na pečeneške skupine koje su prihvaćale hazarsku suverenost, što implicira da su neka plemena Pečenega bila prisiljena priznati prevlast Hazara.
Uz ove dvije grane, u ovom je razdoblju postojala i treća skupina Pečenega: Konstantin Porfirogenet i Ibn Fadlan spominju da su oni koji su odlučili ne napuštati svoju domovinu asimilirani u oguski savez turkijskih plemena.
Međutim, nije sigurno je li oblikovanje ove skupine povezano s prvom ili drugom seobom Pečenega (kako to predlaže Pritsak, odnosno Golden). Prema Mahmudu al-Kašgariju, Pečenezi su 1060-ih godina još uvijek formirali jedan od klanova Üçok Turaka Oguza.

### Savezi s Bizantom i Bugarskom
U 9. stoljeću Bizantinci su se udružili s Pečenezima, koristeći ih da odbiju druga, opasnija plemena poput Kijevskih Rusa i Mađara.
Uzi, još jedan narod iz turkijskih stepa, na kraju su protjerali Pečenege iz njihove domovine; u tom procesu oduzeli su im i veći dio stoke i drugih dobara. Savez Oguza, Kimeka i Karluka također je pritiskao Pečenege, ali je taj savez pretrpio poraz od Samanida. Pritisnuti prema zapadu navalama Hazara i Kumana 889. godine, Pečenezi su, sa svoje strane, do 892. godine potisnuli Mađare zapadno od rijeke Dnjepar.
Bugarski car Simeon I. iskoristio je Pečenege za obranu od Mađara. Nakon što je s Bizantom sklopio primirje da bi dobio na vremenu, Simeon I. je uz pomoć ratobornih Pečenega prvo svladao Ugre, a potom napao Bizantsko Carstvo i odnio odlučujuću pobjedu u bitci kod Bugarofigona 896. godine; nakon toga sklopio je mir s Bizantincima, no Pečenezi su bili toliko uspješni da su istjerali Ugre koji su ostali u Etelközu i pontskim stepama, potiskujući ih na zapad prema Panonskoj nizini, gdje su kasnije osnovali mađarsku državu.

### Kasnija povijest
Do 9. i 10. stoljeća Pečenezi su kontrolirali veći dio stepa jugoistočne Europe i Krimskog poluotoka. Iako su u to vrijeme predstavljali važan čimbenik u regiji, poput većine nomadskih plemena, njihov koncept državnosti nije išao dalje od nasumičnih napada na susjede i uloge povremenih plaćenika drugih sila.
U 9. stoljeću Pečenezi su započeli razdoblje ratova protiv Kijevske Rusije. Više od dva stoljeća vršili su prepade na zemlje naroda Rus, koji su ponekad eskalirali u ratove punih razmjera (poput rata Igora Kijevskog protiv Pečenega 920. godine, o kome izvještava Povijest minulih godina). Pečeneški ratovi protiv Kijevske Rusije prisilili su Slavene da  u 10. i 11. stoljeću s vlaških teritorija postupno migriraju sjeverno od Dnjestra. Međutim, povremeno je dolazilo i do privremenih vojnih saveza naroda Rus i Pečenega, kao što je tijekom bizantskog pohoda 943. godine, kad je taj savez vodio Igor Kijevski. Pečenezi su 968. godine napali i opsjeli Kijev, što je prisililo ruskog kneza da prekine napad na Bugarsku i vrati se u domovinu. Neki su se pridružili kijevskom knezu Svjatoslavu I. u njegovom pohodu protiv Bizanta 970. – 971. godine, iako su na kraju iz zasjede ubili kijevskog kneza 972. godine. Prema Povijesti minulih godina, pečeneški kan Kurja izradio je kalež od Svjatoslavove lubanje, u skladu s običajima stepskih nomada. Sreća se u sukobu između naroda Rus i Pečenega promijenila tijekom vladavine Vladimira I. Kijevskog (990. – 995.), koji je na mjestu svoje pobjede nad Pečenezima osnovao grad Perejaslav, nakon čega je 1036. uslijedio poraz Pečenega za vrijeme vladavine Jaroslava I. Mudrog. Ubrzo nakon toga, drugi nomadski narodi došli su na mjesto oslabljenih Pečenega u pontskoj stepi: Kumani i Torki. Prema Mihailu Hruševskom (Povijest Ukrajine i Rutenije), nakon poraza kod Kijeva, pečeneška je horda krenula prema Dunavu, prešla rijeku i nestala iz pontskih stepa.
Godine 1048. Pečenezi su prešli preko Dunava. Konstantin Porfirogenet svjedoči o važnosti Pečenega za vanjsku politiku Bizanta u 10. stoljeću; oni su u to doba služili Carstvu kao saveznici protiv njegovih neprijatelja na sjeveru, budući da su mogli s leđa napasti Bugare i Ugre i presijeći Rusima put k jugu. Međutim, nakon zauzeća Bugarske situacija se iz temelja promijenila, jer je bizantski teritorij sad dopirao do Dunava, pa navale Pečenega nisu više pogađale neprijatelje Bizanta već nju samu. Carska im je vlada odredila zemlje za naseljavanje na Balkanskome poluotoku i pokušala ih iskoristiti kao pomoćnu vojsku za obranu svoje sjeverne granice. Međutim, Pečenezi su uskoro počeli napadati i pustošiti okolnu zemlju, pa je Bizant morao na njih krenuti oružjem. No, ti su sukobi redovito završavali porazom bizantske vojske, pa je carska vlada otkupila mir dodjeljivanjem novih zemljišta, poklonima i darivanjem počasnih naslova pečeneškim vođama. Dolaskom Izaka I. Komnena na bizantsko prijestolje situacija se mijenja, budući da je on uspio ojačati vojnu snagu Carstva, pa su i Pečenezi osjetili njegovu jaku ruku.
Pečeneški su najamnici služili pod Bizantincima u bici kod Manzikerta 1071. godine.

### Opadanje i pad
Nakon stoljetnih borbi u kojima su sudjelovali svi njihovi susjedi – Bizantsko Carstvo, Bugarska, Kijevska Rus, Hazari i Mađari – Pečenege je 1091. godine u bici kod Levouniona kao neovisnu snagu uništila zajednička bizantsko-kumanska vojska pod bizantskim carem Aleksijem I. Komnenom. Pečenezi su pretrpjeli tako strašan poraz, da je Ana Komnena zapisala: "Čitav jedan narod, koji je brojao mirijade, uništen je za jedan dan." Alekije I. regrutirao je poražene Pečenege i naselio ih u okrugu Meglen (danas u Makedoniji), kao odred (tagmu) "meglenskih Pečenega". Kad su ih Kumani 1094. godine ponovo napali, mnogi su Pečenezi bili ubijeni ili asimilirani. Godine 1122. Pečenezi su ponovo u velikim masama prešli Dunav i, pljačkajući i pustošeći, prodrli u Traciju. Međutim, to je bila posljednja pečeneška navala: Bizantinci su, pod vodstvom cara Ivana II. Komnena, ponovno pobijedili Pečenege u bici kod Beroje 1122. godine, na teritoriju današnje Bugarske. Car je pečeneške zarobljenike naselio po bizantskim pokrajinama kao vojnike dodijelivši im stratiotska (vojnička) imanja. Neko su vrijeme značajne zajednice Pečenega još uvijek ostale u Kraljevini Mađarskoj. Vremenom su balkanski Pečenezi izgubili svoj nacionalni identitet i potpuno se asimilirali uglavnom s Mađarima i Bugarima, a u znak sjećanja na ovu veliku pobjedu koja ja zauvijek eliminirala pečenešku prijetnju, car Ivan II. uveo je poseban "pečeneški blagdan" koji se slavio još krajem 12. stoljeća.
U 12. stoljeću, prema bizantskom povjesničaru Ivanu Kinamu, Pečenezi su se kao plaćenici borili za bizantskog cara Manuela I. Komnena u južnoj Italiji protiv normanskoga kralja Sicilije, Vilima Lošeg. Skupina Pečenega bila je prisutna u bici kod Andrije 1155. godine.
Pečenezi se posljednji put spominju 1168. godine kao pripadnici turkijskih plemena poznatih u ljetopisima kao "Crni šeširi" (ruski: Чёрные Клобуки).
U Mađarskoj su u 15. stoljeću neki ljudi uzeli prezime Besenyö (mađarski za "Pečeneg") i bili su najbrojniji u županiji Tolni. Do jednoga od najranijih uvođenja islama u istočnu Europu došlo je radom jednog muslimanskog zatvorenika s početka 11. stoljeća, kojeg su Bizantinci zarobili. Muslimanski zatvorenik doveden je na teritorij Besenyő Pečenega, gdje je poučavao i obraćao pojedince. Krajem 12. stoljeća, Abu Hamid al Garnathi spominje kako mađarski Pečenezi, vjerojatno muslimani, žive pretvarajući se da su kršćani.

## Napomene
1. ↑  Ibn Haukal opisuje Pečenege kao dugogodišnje saveznike naroda Rus, koji su uvijek pratili tijekom kaspijskih ekspedicija u 10. stoljeću.
2. ↑  Kroničar objašnjava da je ime grada izvedeno od slavenske riječi za "ponovno zauzimanje" te da te odslikava činjenicu da je Vladimir "povratio" vojnu slavu od Pečenega.

## Vanjske poveznice
- Ruska kronika Povijest minulih godina (rus.)
- Konstantin Porfirogenet, O upravljanju Carstvom, odlomci o Pečenezima eng. {{{1}}}